# Petőfi-Theater (Sopron)

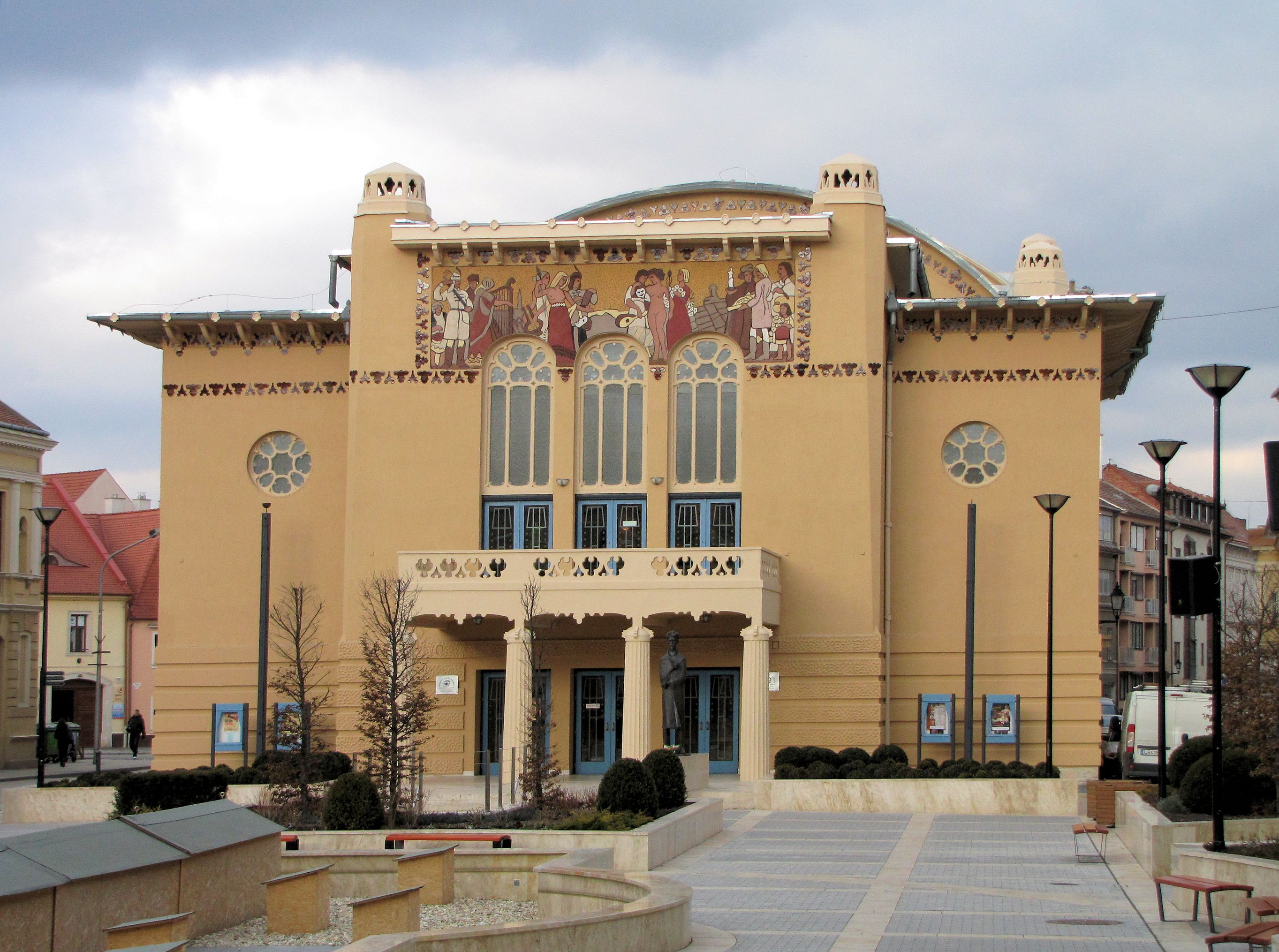
Petőfi-Theater

Sándor-Petőfi-Statue vor dem Theater

Das Petőfi-Theater (ungarisch Soproni Petőfi Színház) in ein Theater in der ungarischen Stadt Sopron. Der denkmalgeschützte Jugendstil-Bau befindet sich am südwestlichen Rand der historischen Altstadt am
gleichnamigen Platz (Petőfi tér). Benannt wurde das Theater nach dem ungarischen Dichter und Freiheitskämpfer Sándor Petőfi.

## Geschichte
Bereits 1840 wurde in Sopron ein Theater im klassizistischen Stil erbaut. Anfang des 20. Jahrhunderts wurde festgestellt, dass dieses Theatergebäude stark brandgefährdet war. So beschloss die Stadtverordnetenversammlung im März 1909 die Renovierung des Theaters zu einem Preis von 200.000 Kronen und im selben Jahr begann der komplette Umbau des Gebäudes. Das Gebäude wurde nach den Plänen des Architekten István Medgyaszay im Jugendstil innen und außen erneuert. In den Jahren nach der Eröffnung gab es ein stilistisch vielfältiges Theaterprogramm mit Stücken von Nikolai Wassiljewitsch Gogol, Carlo Goldoni, Henrik Ibsen,  Molière, Ferenc Molnár, Romain Rolland, William Shakespeare, George Bernard Shaw, Sophokles, Lew Nikolajewitsch Tolstoi und Oscar Wilde. Daneben fanden regelmäßig auch musikalische Veranstaltungen statt, 1937 wurde die Operette A Csárdáskirálynő von Imre Kálmán im Beisein des Komponisten aufgeführt, 1938 fand das erste Konzert der Singenden Jugend (Eneklő Ifjúság) statt, zu dem Lajos Bárdos eine Einführung gab und 1939 dirigierte Zoltán Kodály ein Chorkonzert. Nachdem im März 1944 deutsche Truppen in Sopron einmarschierten, kam das Theaterleben zum Erliegen. Das Gebäude wurde 1950 verstaatlicht und in den 1950er Jahren fanden dort nur gelegentliche Auftritte des Theaterensembles aus Győr statt. Ab 1962 nahm die Zahl der Theaterveranstaltungen mit der Neuorganisation der Festwochen in Sopron etwas zu. In den Jahren zwischen 1969 und 1975 wurde das sich in einem schlechten Zustand befindliche Gebäude renoviert. 1980 endete das eigenständige institutionelle Leben des Theaters und es wurde ein Teil des Ferenc-Liszt-Kulturzentrums. Nach dem Systemwechsel übernahm István Mikó 1991 die Leitung des Theaters und nach einer weiteren Renovierung fand am 3. Dezember 1992 die feierliche Eröffnung der ersten Spielzeit des freien Petőfi-Theaters mit dem Stück Der Meteor von Friedrich Dürrenmatt statt.

## Theaterleitung
- István Mikó (1991–2002)
- Péter Valló (2002–2003)
- Tibor Szilágyi (2003–2007)
- Ilona Darvasi  (2007–2012)
- András Pataki  (2012–2022)
- Misa Ragány (2022)
- Péter Kóczán und Balázs Kuslics (2022–2023)
- József Kiss (seit 2023)